# Штайнгайм (Вестфалія)
Штайнгайм (нім. Steinheim) — місто в Німеччині, знаходиться в землі Північний Рейн-Вестфалія. Підпорядковується адміністративному округу Детмольд. Входить до складу району Гекстер.
Площа — 75,68 км2. Населення становить 12 617 ос. (станом на 31 грудня 2020).

## Географія

### Адміністративний поділ
Місто  складається з 8 районів:
- Берггайм
- Айхгольц
- Грефенгаген
- Гагедорн
- Оттенгаузен
- Рольфцен
- Зандебек
- Фінзебек